# 鄔璉
鄔璉（1513年—1588年），字宜瑩，號東泉，江西瑞州府新昌縣人，民籍，明朝政治人物。

## 生平
嘉靖十九年（1540年）庚子科江西鄉試第七十八名舉人。嘉靖二十三年（1544年）中式甲辰科二甲七十七名進士。通政司观政，二十五年授工部营缮司主事，榷荆南税務，任满還部，二十八年升都水司员外郎，次年摄虞衡司篆，丁母忧归。服阕，補都水司郎中，視河张秋。三十四年升湖广承天府知府，负责监修明顯陵，在任三年，升湖广按察司驿传道副使，四十年夏兼摄学政，四十一年升四川布政司右参政、督理粮储，四十三年十月升贵州按察使，四十五年升雲南右布政使，隆慶元年（1567年）二月升本司左布政，五年二月迁应天府府尹，所至有声，不久升官至都察院右佥都御史、巡抚浙江，六年八月南京科道纠拾大僚，邬琏被调南京别衙门用，遂辞官归里。万历十六年卒，享年七十六。著有《慕樂山人集》、《斗室銘》、《鐵石公赞》。

## 家族
曾祖鄔三謨；祖父鄔尚縉；父鄔承業。前母吳氏；母晏氏。慈侍下。兄鄔璜。弟鄔玘。